# Chiesa del Santissimo Salvatore (Caltagirone)

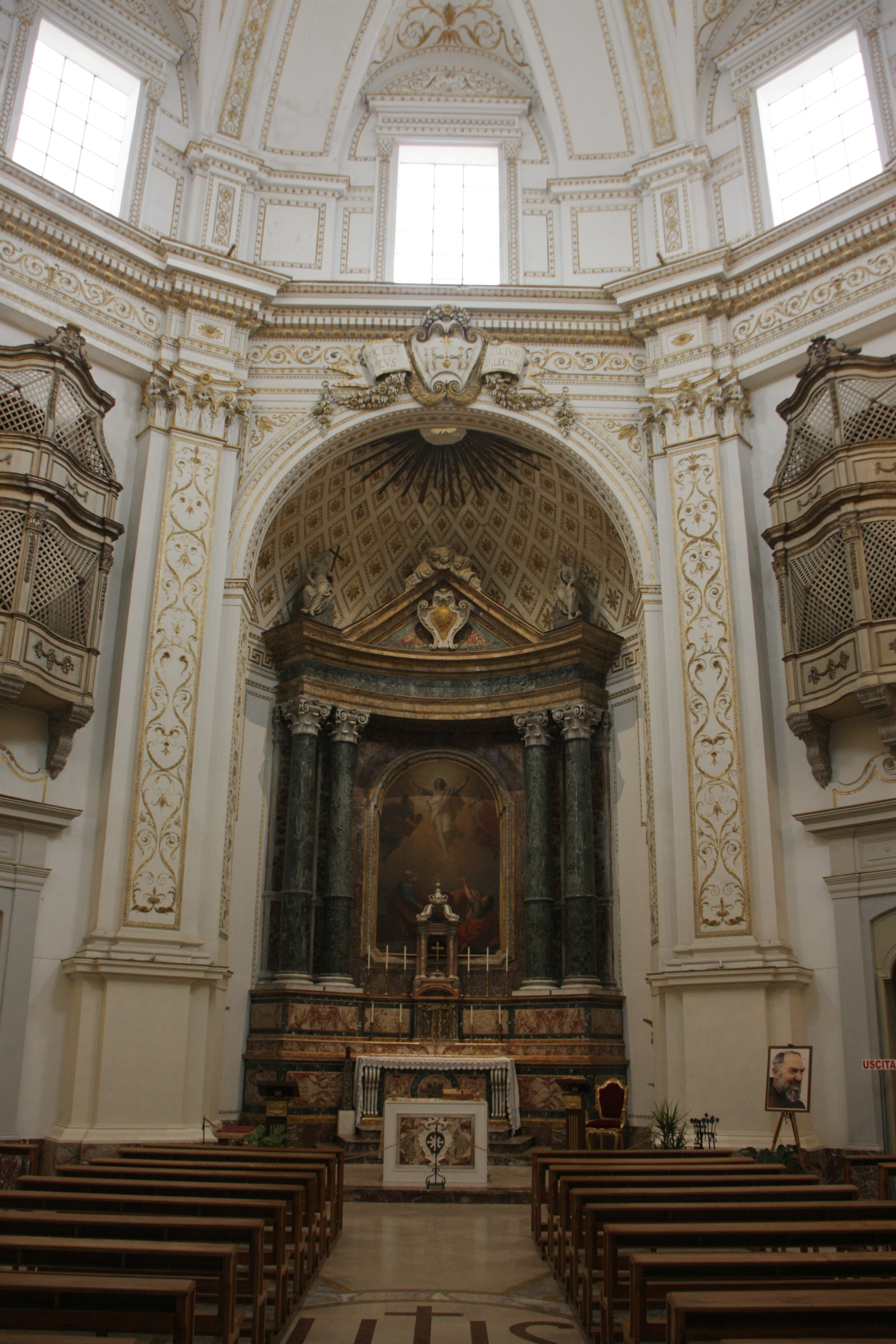
Trasfigurazione di Cristo, olio su tela di Marcello Leopardi.

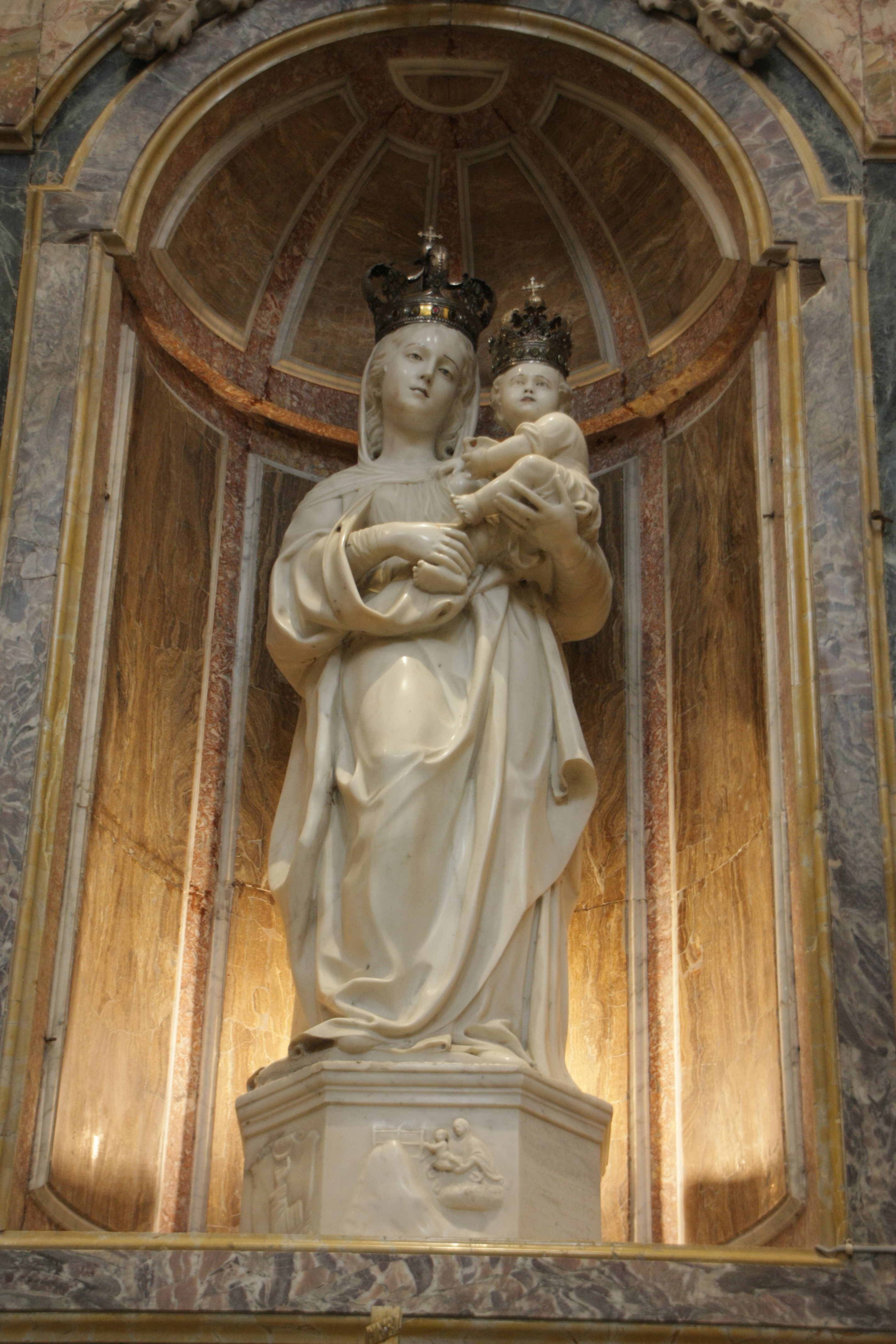
Madonna del Monserrato, Antonello Gagini.

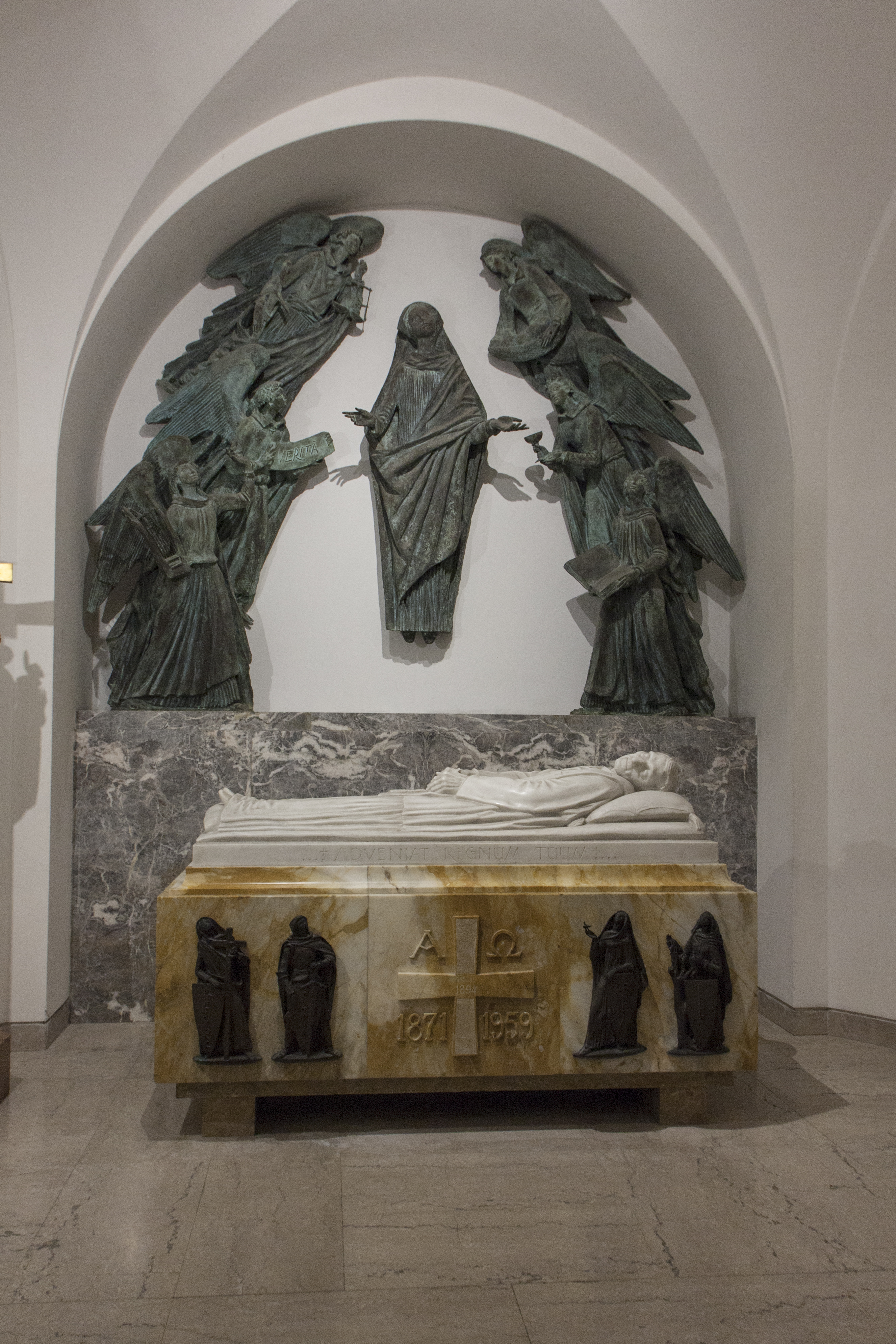
Mausoleo di don Luigi Sturzo.

La chiesa del Santissimo Salvatore, insieme all'ex monastero delle religiose benedettine, costituisce un polo monumentale ubicato nel centro storico di Caltagirone.

## Storia

### Epoca aragonese - spagnola
Un primo monastero benedettino fu eretto presso la chiesa della Madonna della Stella. Nel 1457 le monache si trasferirono nel monastero del Santissimo Salvatore. Il tempio è ubicato lungo via Santissimo Salvatore, largo omonimo che sul lato opposto è nomato Largo di San Domenico, per la presenza della chiesa di San Domenico. Nel 1542 fu fondato l'altro monastero dedicato a San Gregorio.
Il complesso benedettino fu ricostruito dopo il terremoto del Val di Noto del 1693. Molto probabilmente la progettazione è da attribuire all'architetto calatino don Nicolò Commendatore.

### Epoca contemporanea
Nel tempio il 19 maggio 1894 fu ordinato sacerdote e celebrò la sua prima messa don Luigi Sturzo. Nel 1962 al suo interno fu realizzato il mausoleo che ospita le spoglie di don Luigi Sturzo. Proprio da questo tempio continua a diffondersi nel mondo il grido del fondatore del Partito Popolare Italiano "ai liberi e forti".
Recentemente, per le opere d'arte e il mausoleo, la chiesa del Santissimo Salvatore è stata inserita nel patrimonio storico artistico appartenente al Fondo edifici di culto.

## Esterno
Il prospetto è caratterizzato da una partizione centrale corrispondente al tamburo e alla cupola ottagonali, al primo ordine due spioventi laterali con portaletti minori e finestre munite di grate. L'intelaiatura che inquadra il grande portale barocco e il finestrone - loggia è costituita da coppie di paraste binate in pietra d'intaglio sormontate da capitelli corinzi, e da due cornicioni - marcapiano dall'articolata modanatura. Nell'ordine inferiore singole paraste delimitano l'intera struttura, tutte le nervature verticali presentano strati prospettici sovrapposti che sull'asse mediano conferisce un ulteriore senso di profondità.
Il sobrio varco è decorato con cornici e volute con motivi stilizzati a foglia d'acanto, architrave sormontato da timpano con volute a ricciolo e grande stemma intermedi raffigurante l'emblema dell'Ordine benedettino. La loggia centrale presenta una balaustra con colonnine panciute e grata in ferro battuto, le paraste esterne terminano a mo' di alti plinti ove si appoggiano i riccioli di volute a vela decorati con pinnacoli e recanti degli oculi ciechi.
Un terzo ordine presenta cinque traforature di cui le tre centrali ad arco. L'insieme arricchito da balaustre definisce l'insieme di celle campanarie della facciata campanile. Un frontone con stele intermedia e croce apicale in ferro battuto chiudono la prospettiva.
Palco - cantoria nella controfacciata.

## Interno
L'edificio ad aula unica a pianta ottagonale presenta un notevole apparato decorativo in stucco. I tre altari marmorei sono degli scultori catanesi Giovanni, Ignazio e Carlo Marino.
Sfalsate rispetto agli altari si ammirano quattro tribunette con fitte grate in legno scolpito, intagliato e dipinto del 1794 - coeve della cantoria - da dove le monache seguivano le funzioni religiose rispettando le regole di clausura.

### Emiciclo destro
- Braccio sinistro: Cappella di San Benedetto. Ambiente la cui architettura è costituita da colonne ioniche sormontate da capitelli corinzi sovrastato da doppio timpano triangolare spezzato e sovrapposto, con vasotti sulle cimase. La nicchia contenente la statua raffigurante San Benedetto da Norcia con iscrizione "... DEI BENEDICTVS OMNIVM JVSTORVM SPIRITVS PLENVS FVIT". Ai lati due dipinti raffiguranti personaggi dell'Ordine.

### Emiciclo sinistro
- Braccio sinistro: Cappella della Madonna di Monserrato. Ambiente la cui architettura è costituita da colonne ioniche sormontate da capitelli corinzi sovrastato da doppio timpano triangolare spezzato e sovrapposto, con vasotti sulle cimase. La nicchia contenente la statua raffigurante la Madonna di Monserrato opera di Antonello Gagini del 1532.[2] In alto l'iscrizione "... ", ai lati due dipinti raffiguranti personaggi dell'Ordine.

### Presbiterio
Altare in marmi policromi, manufatto costituito da colonne binate sormontate da capitelli corinzi, a sostegno di un architrave con timpano delimitato da statue. Tutta l'architettura presenta una prospettiva concava. Nell'edicola il quadro raffigurante la Trasfigurazione di Cristo, opera di Marcello Leopardi.

### Mausoleo
Il mausoleo fu realizzato nel 1962 dal Governo Italiano per iniziativa di Mario Scelba, ministro degli Interni, su progetto dell'architetto Ugo Tarchi. Le sculture sono opera di Francesco Nagni.
Sarcofago in marmo giallo di Siena, la lastra di copertura reca la sobria scultura dello statista dormiente. Le allegorie della Religione, Patria, Libertà e Popolo, riferite all'essenza etico-sociale del pensiero dello statista, si stagliano sulla parete frontale del sarcofago. Sulla parete di fondo troneggia la Vergine Assunta, alla quale fanno corona sei angeli, che simboleggiano la Musica, la Letteratura, la Verità, la Fede, la Giustizia e la Carità, arti esercitate da don Sturzo.

## Opere
- 1731, Pisside in argento sbalzato e cesellato dell'argentiere messinese Francesco Martinez.
- 1736, Brocca in argento sbalzato e cesellato a fusione realizzato dal palermitano Pasquale Cipolla.
- 1747, Mitra episcopale in argento sbalzato e cesellato.
- 1752, Calice in argento sbalzato, cesellato, inciso sabbiato e dorato, opera di argentieri palermitani.
- 1755, Calice in argento sbalzato cesellato e dorato, opera di argentieri palermitani.
- 1797, Ostensorio raggiato, opera di bottega palermitana.

Presso l'Episcopio della Curia di Caltagirone si trovano esposte alcune opere:
- 1532, Madonna di Monserrato, statua marmorea di Antonello Gagini.
- XVIII secolo, dipinto ad olio su tela e lamina d'argento sbalzato e cesellato.

Due preziosi manufatti di produzione siciliana: 
- XVIII secolo, coro ligneo delle monache.
- XVIII secolo, teca lignea ed argento meccato con statua in cera di raffigurante Santa Gaudenzia,

altri arredi ed ex voto, sono oggetto di restauro.

## Monastero
Monastero del Santissimo Salvatore sotto il titolo di San Benedetto.
Nel 1932 parte delle strutture è ceduta da comune all'Opera Nazionale Balilla.